# ジョージ・エミール・パラーデ
ジョージ・エミール・パラーデ/ゲオルゲ・エミール・パラーデ（George Emil Palade, 1912年11月19日 - 2008年10月8日）はルーマニアのヤシ生まれのアメリカ人細胞生物学者。1974年に細胞の構造と機能に関する発見により、クリスチャン・ド・デューブ、アルベルト・クラウデとともにノーベル生理学・医学賞を受賞した。

## 経歴
1940年にルーマニアのブカレスト大学医学部で医学博士号を取得し、ポスドク研究のため1945年にアメリカ合衆国に渡るまで、この大学に在籍した。アメリカでは彼はロックフェラー大学でアルベルト・クラウデらとともに研究を行った。パラーデは1952年にアメリカ合衆国に帰化し、1958年から73年までロックフェラー大学、1973年から1990年までイェール大学、1990年以降はカリフォルニア大学サンディエゴ校で教授を務めている。
ロックフェラー大学では、ミトコンドリア、葉緑体、ゴルジ体などの細胞内小器官を観察するのに電子顕微鏡を用いた。彼の最も重要な発見はリボソームに関するものである。彼の名前は、血管内皮細胞に特徴的に見られ、数種のタンパク質などからなるバイベル・パラーデ小体（Weibel-Palade body）に残っている。1984年王立協会外国人会員選出。

## 受賞歴
- 1962年 ウォーレン賞
- 1964年 パサノ賞
- 1966年 アルバート・ラスカー基礎医学研究賞
- 1970年 コロンビア大学よりルイザ・グロス・ホロウィッツ賞（アルベルト・クラウデ、キース・ポーターと共同受賞）
- 1971年 カーネギーメロン大学よりディクソン賞科学部門
- 1974年 ノーベル生理学・医学賞（クリスチャン・ド・デューブ、アルベルト・クラウデと共同受賞）
- 1981年 E・B・ウィルソン・メダル
- 1986年 アメリカ国家科学賞

## 註
1. ↑  "The Palade Symposium: Celebrating Cell Biology at Its Best"
2. ↑  Fellowship of the Royal Society 1660-2015